# Tin-Toumma

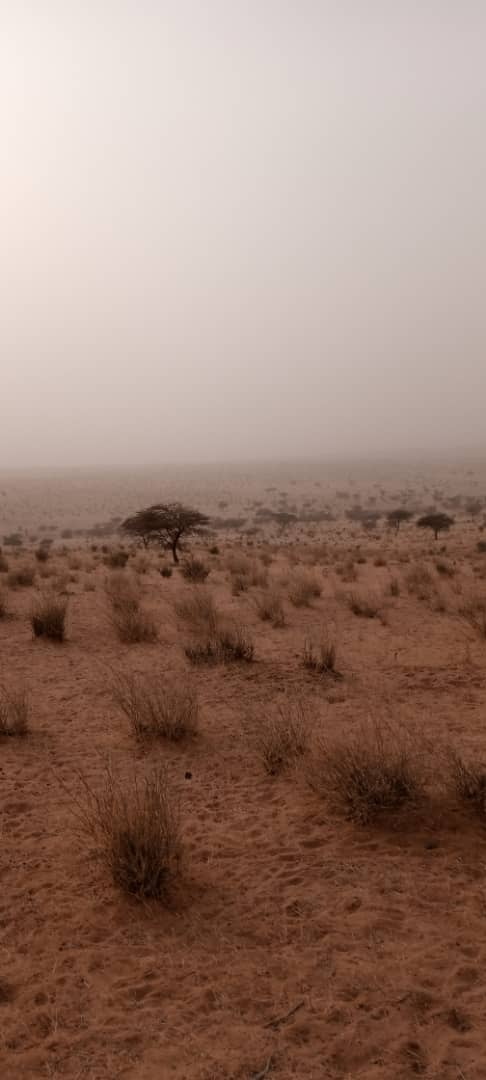
Wüste Tin-Toumma (2024)

Der Tin-Toumma (auch: Tintoumma, Ti-n-Toumma, Tin-Toumna, Tintuma, Tintumma) ist eine Sandwüste im Osten Nigers. Sie ist Teil der Sahara.

## Lage und Charakteristik
Die Wüste liegt östlich des Termit-Massivs im Gebiet der Landgemeinden Tesker und N’Gourti. Sie ist eine Namensgeberin des Naturreservats Termit und Tin-Toumma. Es herrscht Wüstenklima mit einer durchschnittlichen jährlichen Niederschlagsmenge von unter 200 mm. Es gibt weder Oasen noch Brunnen. Entsprechend führen die Karawanen-Routen um die Wüste herum.
Die Oberfläche des Tin-Toumma besteht hauptsächlich aus Sand, der unterschiedlich formiert ist. Über mehrere Dutzend Kilometer parallel zueinander verlaufende Längsdünen mit relativ geringer Steigung entstehen durch steten Wind. Sie werden von breiten Senken, genannt gassi, unterbrochen. Dann sind mehr oder weniger ebene Sandflächen mit manchmal sanft gewellter Oberfläche vorhanden. Sicheldünen, genannt barkhane, sind mit den Ausläufern des Termit-Massivs verbunden. Schließlich gibt es noch unregelmäßige Felder aus in alle Richtungen verlaufenden Dünen, die in ihrer Komplexität schwer überwindbar scheinen.
Der deutsche Afrikaforscher Heinrich Barth schilderte die Eindrücke von seiner Wüstendurchquerung Mitte des 19. Jahrhunderts wie folgt:

„[Wir] nahten uns mehr und mehr dem Herzen der Sahara und am Nachmittag des letzten Mai betraten wir zum ersten Mal das offene Sandmeer, dessen unaussprechliche Großartigkeit ich hier von Neuem tief empfand. Die leblose, schreckhafte Wüste von Tintumma lag vor uns und in einem langem, peinigend ermüdenden Marsch zogen wir hindurch, oft eingehüllt in Sandwolken, die ein heftiger Wind aufwirbelte, bis wir endlich die Felshöhen von Agadem erblickten.“

## Flora und Fauna
Die wenig ausgeprägte Flora im Tin-Toumma besteht vor allem aus dem Strauch Cornulaca monacantha und aus mehrjährigen krautigen Pflanzen wie Stipagrostis vulnerans. Sehr selten gibt es auch Bäume wie Acacia raddiana, Maerua crassifolia und den Zahnbürstenbaum (Salvadora persica), die eine Schlüsselrolle beim Überleben der Fauna in der Wüste einnehmen.
Ihr Schatten bietet den vom Aussterben bedrohten Mendesantilopen Schutz, die während der heißesten Jahreszeit in Gruppen von fünf bis etwa dreißig Einzeltieren anzutreffen sind, während in kühleren Perioden männliche Tiere auch allein oder in kleineren Gruppen unterwegs sind. Die Dorkasgazellen-Herden im Tin-Toumma können eine Größe von vierzig Einzeltieren erreichen. In der Wüste leben außerdem Fenneks, Trappen und Wüstenwarane.
Wilderei fügt den empfindlichen Populationen von Dorkasgazellen und Trappen erheblichen Schaden zu. Sie wird zum einen von Tuareg und Tubu praktiziert, die das Fleisch räuchern und in Städten wie Tanout, Zinder und Diffa verkaufen. Zum anderen wildern Angehörige der Streitkräfte Nigers, die zum Schutz der Erdölgewinnung in dieser Gegend präsent sind. Für die Erdölproduktion ist seit 2008 die China National Petroleum Corporation verantwortlich. Ihr wird ein Desinteresse am Umweltschutz vorgeworfen.